# سیتروئن هایپنوس
سیتروئن هوپنوس یک کراس‌اوور لوکس سایز متوسط است که توسط سیتروئن در نمایشگاه اتومبیل پاریس ۲۰۰۸ معرفی شده‌است. این مدل از بدنه ۵ درب SUV بهره می‌برد و مجهز به پیشرانه هیبریدی دیزلی با موتور الکتریکی نصب شده در محور عقب است. متمایزترین ویژگی این خودرو فضای داخلی آن، صندلی‌های افست رنگین کمانی و سیستمی است که با تجزیه و تحلیل چهره راننده وضعیت روحی وی را اندازه‌گیری می‌کند و در نتیجه نور اتاق و هوای تازه را تنظیم می‌کند.
سیتروئن اعلام کرد که موتور دیزلی-هیبریدی در همه مدل‌ها تا سال ۲۰۱۵ در دسترس خواهد بود.
این خودروی مفهومی در چندین نمایشگاه اتومبیل از جمله جشنواره سرعت گودوود ۲۰۱۱ ظاهر شده‌است.
برخی از ویژگی‌های استایل این خودرو بعداً در کامپکت اس‌یووی سیتروئن C4 Aircross مبتنی بر میتسوبیشی آروی‌آر ظاهر شد که از نیمه اول سال ۲۰۱۲ در دسترس است و همچنین سیتروئن DS4 و DS5.